# Iglica gratulabunda
Iglica gratulabunda е вид много малко сладководно коремоного от семейство Hydrobiidae. Видът е критично застрашен от изчезване.

## Разпространение
Видът е ендемичен за Австрия.